# ル・ポール

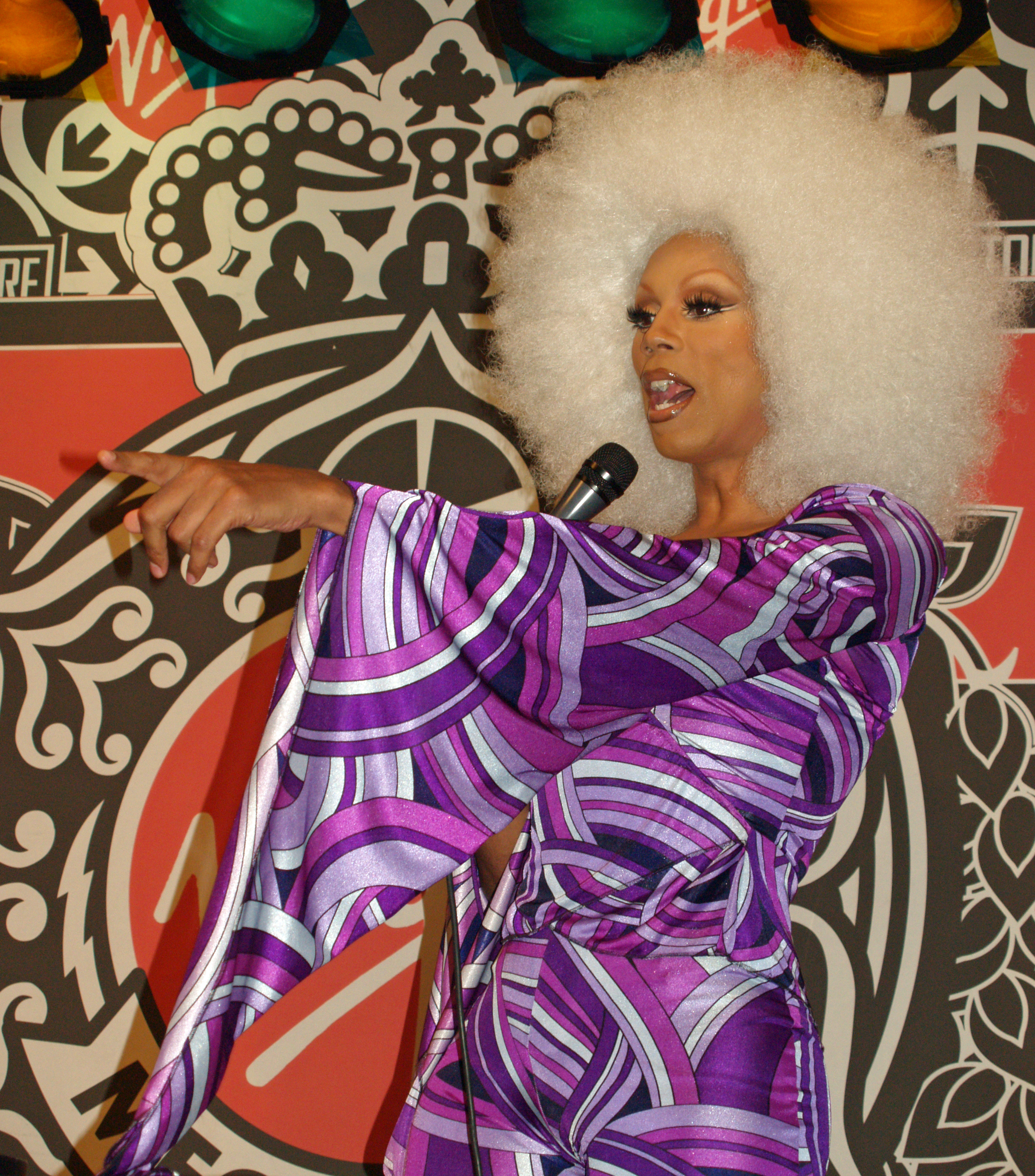
ル・ポール

ル・ポール（RuPaul）は、アメリカのドラァグ・クイーン界の大御所として知られるアメリカの俳優、歌手。

## 出演
- ル・ポールのドラァグ・レース
- AJ&クイーン

## 音楽
- Supermodel (You Better Work)（英語版） - 1992年のデビュー曲。

## イベント
- ルポールのドラッグコン LA（英語版）

## 参照
- ル・ポール / RuPaul | Vogue Japan